# Sound Suggestions
Sound Suggestion – album amerykańskiego saksofonisty jazzowego George’a Adamsa. Jest to trzecia płyta, na której wystąpił w charakterze lidera. Album został nagrany w maju 1979 w Tonstudio Bauer w Ludwigsburgu, w Niemczech. LP wydany przez wytwórnię ECM w 1979.

## Muzycy
- George Adams – saksofon tenorowy, śpiew
- Kenny Wheeler – trąbka, skrzydłówka
- Heinz Sauer – saksofon tenorowy
- Richard Beirach – fortepian
- Dave Holland – kontrabas
- Jack DeJohnette – perkusja

## Lista utworów
Strona A
| 1. | „Baba” (Kenny Wheeler)         | 13:00 |
|    |                                |       |
| 2. | „Imani's Dance” (George Adams) | 11:00 |
|    |                                |       |
|    |                                | 24:00 |
|    |                                |       |
Strona B
| 3. | „Stay Informed” (Heinz Sauer)               | 8:01  |
|    |                                             |       |
| 4. | „Got Somethin' Good for You” (George Adams) | 5:42  |
|    |                                             |       |
| 5. | „A Spire” (Kenny Wheeler)                   | 8:07  |
|    |                                             |       |
|    |                                             | 21:50 |
|    |                                             |       |

## Informacje uzupełniające
- Producent – Manfred Eicher
- Inżynier dźwięku – Martin Wieland
- Zdjęcie na okładce – Frieder Grindler
- Zdjęcia – Signe Mahler